# Coloration de Kinyoun
 (juillet 2025).
La coloration à froid de Kinyoun est une technique de coloration bactériologique à la fuchsine basique.
Kinyoun (en) a décrit sa méthode à froid en 1915. Toutefois, il s'agissait essentiellement d'une méthode de concentration à l'eau de Javel, ce qui explique probablement le nombre plus important de résultats positifs par comparaison à la coloration de Ziehl-Neelsen.
À la différence de Ziehl-Neelsen (chauffage jusqu'à production de vapeur), dans cette coloration on ne chauffe pas, on utilise un colorant comprenant une concentration élevée de fuchsine basique (3,1 %) et de phénol (6,25 %), ce qui permettait de colorer seulement pendant cinq minutes sans chauffer.
L’avantage de cette coloration à froid réside dans sa rapidité d'exécution.
Avec cette technique, les bacilles sont pâles et la coloration manque de contraste : elle n'est pas à conseiller en routine, il est préférable d'utiliser la coloration de Ziehl-Neelsen à chaud.

## Technique de coloration
1. Filtrer la Fuchsine avant de la déposer sur la lame et laisser agir à température ambiante pendant cinq minutes puis rincer à l'eau.
2. Recouvrir la lame du mélange acide - alcool pendant trois minutes puis rincer à l'eau.
3. Recouvrir la lame avec le bleu de méthylène pendant deux minutes puis rincer à l'eau.
4. Avant la lecture laisser sécher les lames à l'air ou dans une étuve.